# Norwich (Connecticut)
Norwich és una ciutat del Comtat de New London a l'estat de Connecticut dels Estats Units d'Amèrica.

## Demografia
Segons el cens del 2008 Norwich tenia 36.388 habitants. Segons el cens del 2000 tenia 36.117 habitants, 15.091 habitatges, i 9.069 famílies. La densitat de població era de 492,2 habitants/km².
Dels 15.091 habitatges en un 29% hi vivien nens de menys de 18 anys, en un 40,7% hi vivien parelles casades, en un 15% dones solteres, i en un 39,9% no eren unitats familiars. En el 32% dels habitatges hi vivien persones soles el 12,5% de les quals corresponia a persones de 65 anys o més que vivien soles. El nombre mitjà de persones vivint en cada habitatge era de 2,34 i el nombre mitjà de persones que vivien en cada família era de 2,96.
Per edats la població es repartia de la següent manera: un 24,1% tenia menys de 18 anys, un 8,9% entre 18 i 24, un 30,2% entre 25 i 44, un 21,5% de 45 a 60 i un 15,4% 65 anys o més.
L'edat mediana era de 37 anys. Per cada 100 dones de 18 o més anys hi havia 87,3 homes.
La renda mediana per habitatge era de 39.181 $ i la renda mediana per família de 49.155 $. Els homes tenien una renda mediana de 34.880 $ mentre que les dones 26.880 $. La renda per capita de la població era de 20.742 $. Aproximadament el 8,3% de les famílies i l'11,5% de la població estaven per davall del llindar de pobresa.

## Poblacions properes
El següent diagrama mostra les poblacions més properes.